# Le Mystère de Mason Park
Pour plus de détails, voir Fiche technique et Distribution.
Le Mystère de Mason Park (titre original : Two in the Dark) est un film américain dramatique réalisé par Benjamin Stoloff, sorti en 1936.

## Synopsis
En errant dans l'obscurité, un amnésique a le sentiment d'avoir assassiné quelqu'un. Il lit qu'un producteur de théâtre a été tué et il pense qu'il est coupable. Cependant, l'actrice Marie Smith, qu'il rencontre en se promenant dans un parc, n'est pas convaincue, alors elle l'aide à reconstituer les indices et à trouver le meurtrier.

## Fiche technique
- Titre original : Two in the Dark
- Réalisation : Benjamin Stoloff
- Scénario : Seton I. Miller, d'après un roman de Gelett Burgess
- Photographie : Nick Musuraca
- Montage : George Crone
- Costumes : Bernard Newman
- Musique : Roy Webb
- Direction artistique : Van Nest Polglase, Alfred Herman (assistant)
- Société de production : RKO Pictures
- Pays de production :  États-Unis
- Langue : anglais américain
- Format : noir et blanc — 35 mm — 1,37:1 — son : mono (RCA Victor System)
- Genre : Film dramatique, Film policier
- Durée : 74 min
- Dates de sortie : 
  - États-Unis : 10 janvier 1936
  - France : 5 février 1937

## Distribution
- Walter Abel : Ford Adams
- Margot Grahame : Marie Smith
- Wallace Ford : Harry Hillyer
- Gail Patrick : Irene Lassiter
- Alan Hale : inspecteur de police Florio
- Leslie Fenton : Stuart Eldredge
- Eric Blore : Edmund Fish
- Erin O'Brien-Moore : Olga Konar
- Erik Rhodes : Carlo Gheet
- J. Carrol Naish : Burt Mansfield
- Jack Randall : le duc Reed